# Biserica „Acoperământul Maicii Domnului” din Căplani
Biserica „Acoperământul Maicii Domnului” este o biserică amplasată în Căplani, raionul Ștefan Vodă, Republica Moldova. Este un monument arhitectural de importanță națională inclus în Registrul monumentelor Republicii Moldova ocrotite de stat cu nr. 292 (raionul Ștefan Vodă). Datează din 1853.